# Distretto di Saparmyrat Türkmenbaşy
Il distretto di Saparmyrat Türkmenbaşy è un distretto del Turkmenistan situato nella provincia di Daşoguz. Ha per capoluogo la città di Saparmyrat Türkmenbaşy.
| Controllo di autorità | VIAF (EN) 314923980 |